# Saint-Ferréol-Trente-Pas
Saint-Ferréol-Trente-Pas este o comună în departamentul Drôme din sud-estul Franței. În 2009 avea o populație de 228 de locuitori.

## Evoluția populației
| An        | 1975 | 1982 | 1990 | 1999 | 2006 | 2009 |
| --------- | ---- | ---- | ---- | ---- | ---- | ---- |
| Populație | 124  | 139  | 191  | 212  | 224  | 228  |